# Apolloteatrets Kunstnere besøger Carlsberg
|  | Denne artikel er oprettet af botten Steenthbot ud fra en ekstern database. Den kan derfor have sproglige fejl eller mangler. Denne skabelon kan fjernes efter kontrol af indholdet. |

Apolloteatrets Kunstnere besøger Carlsberg er en dansk dokumentarisk optagelse fra 1934.

## Handling
Skuespillere og ansatte fra Apolloteatret er den 25. oktober 1934 på besøg på Carlsberg. Bl.a. ses Krause-Jensen, skuespiller Christian Arhoff og teatrets direktør Bagge.

## Medvirkende
- Christian Arhoff